# Crocidura negrina
La crocidura di Negros (Crocidura negrina Rabor, 1952) è un mammifero soricomorfo della famiglia dei Soricidi, endemico delle Filippine.

## Descrizione
È un piccolo roditore con la coda lunga e sottile. Il suo pelo è scuro, nerastro, la parte superiore è grigiastra mentre quella inferiore è marrone scuro con macchie bianche.

## Alimentazione
Si nutre principalmente di insetti, vermi e di carogne.

## Distribuzione e habitat
La specie è endemica nelle Filippine, nella provincia di Negros Oriental. Questa specie potrebbe vivere in Negros Occidental, ma le indagini non sono state effettuate con i mezzi appropriati, quindi il suo vero areale è ancora sconosciuto, anche se si ritiene siano sia esteso meno di 5.000 km2.
Vive nelle pianure e nelle foreste montane che si trovano tra i 500 a 1.450 m di altitudine.

## Conservazione
La IUCN classifica questa specie fra quelle in pericolo di estinzione, anche se non ci sono certezze sulla entità della sua popolazione.
Questa specie è conosciuta grazie a 6 esemplari. Uno catturato nel 1948, gli altri nel 1980.